# 2001 ES24
2001 ES24, também escrito como 2001 ES24, é um objeto transnetuniano (TNO) que está localizado no cinturão de Kuiper, uma região do Sistema Solar. Ele é classificado como um cubewano. O mesmo possui uma magnitude absoluta de 7,9 e tem um diâmetro com cerca de 116 km.

## Descoberta
2001 ES24 foi descoberto no dia 1 de março de 2001 pelos astrônomos O. R. Hainaut, e A. C. Delsanti.

## Órbita
A órbita de 2001 ES24 tem uma excentricidade de 0,060 e possui um semieixo maior de 44,568 UA. O seu periélio leva o mesmo a uma distância de 41,897 UA em relação ao Sol e seu afélio a 47,239 UA.